# Only Wanna Be with You
«Only Wanna Be with You» es una canción de banda de rock estadounidense Hootie & the Blowfish. Después de ser incluido en el EP Kootchypop del grupo, fue lanzado el 18 de julio de 1995 como el tercer sencillo de su exitoso álbum, Cracked Rear View. Alcanzó el puesto número seis en el Billboard Hot 100 de Estados Unidos, el número uno en la lista Mainstream Top 40, el número tres en la lista Adult Contemporary y el número dos en la lista Mainstream Rock Tracks.
Internacionalmente, «Only Wanna Be with You» encabezó la lista canadiense RPM Top Singles durante tres semanas, convirtiéndose en la segunda canción más exitosa de 1995. También tuvo éxito en Islandia, ascendiendo al número cuatro en la lista de sencillos islandeses y alcanzó el top 40 en Australia y Nueva Zelanda. Es la canción insignia de la banda. En 2021, el rapero estadounidense Post Malone lanzó una versión de la canción por el para el álbum Pokémon 25: The Album por el aniversario 25 de la franquicia japonesa Pokémon.

## Contenido
Un verso de la canción describe "[poner] en un pequeño Dylan". El verso luego hace referencia a canciones del álbum Blood on the Tracks de Bob Dylan, citando extensamente a «Idiot Wind» y a «Tangled Up in Blue».
Según Darius Rucker, (uno de los escritores de la canción y miembro de la banda) la gerencia de Dylan estaba al tanto de la letra y no tenía ningún problema con ella; sin embargo, cuando la canción se convirtió en un éxito, objetaron. Le dijo a la revista Rolling Stone que "nunca llegó al punto en que nos demandaron... Cuando hicimos esa canción por primera vez, la enviamos a la editorial y todo estuvo bien. La tocamos durante años y tuvimos un gran éxito con ella". Luego querían algo de dinero extra y lo consiguieron". VH1 informó que Dylan recibió un acuerdo extrajudicial en 1995 por $350,000 dólares.
También se menciona en el puente de la canción una referencia, "Soy un bebé porque los delfines me hacen llorar", en alusión al equipo deportivo favorito de Rucker, los Miami Dolphins. En la versión de Post Malone, el verso menciona al equipo de su ciudad natal, los Dallas Cowboys.

## Vídeo musical
El video musical, similar a la canción, tenía un tema deportivo, incorporando muchos elementos del programa SportsCenter de ESPN. Presentaba apariciones de los (entonces) presentadores del programa Keith Olbermann, Dan Patrick, Mike Tirico, Charley Steiner y Chris Berman, informando sobre la banda jugando en juegos con varios atletas profesionales, incluidos Dan Marino, Fred Couples, Gary McCord, Alonzo Mourning, Muggsy Bogues, Alex English, Walt Williams y Charles D. Smith. Rucker dijo que el video fue idea suya y agregó: "Fue solo una forma de conocer a todos nuestros ídolos".
Una parte del video musical fue filmada en el campo de golf de Poolesville y Potomac Valley Lodge en Poolesville, Maryland, así como en el piso de Reckord Armory en la Universidad de Maryland. Además, las escenas en las que Rucker y Dan Marino juegan a la pelota se filmaron en el campo de fútbol de la Hinsdale Central High School en Hinsdale, Illinois.

## Lista de canciones
| Versión de casete para EE.U. |                                       |          |  |
| N.º                          | Título                                | Duración |  |
| 1.                           | «Only Wanna Be with You (Radio Edit)» |          |  |
| 2.                           | «Where Were You»                      |          |  |

| Versión en CD para Europa y Australia |                                 |          |  |
| N.º                                   | Título                          | Duración |  |
| 1.                                    | «Only Wanna Be with You»        | 3:46     |  |
| 2.                                    | «Use Me (live)»                 | 5:11     |  |
| 3.                                    | «Only Wanna Be with You (live)» | 4:00     |  |

## Listas
| Listas (1995–1996)                                    | Posición más alta |
| ----------------------------------------------------- | ----------------- |
| Australia (ARIA)                                      | 40                |
| Canadá Top Singles (RPM)                              | 1                 |
| Canadá Adult Contemporary (RPM)                       | 1                 |
| El Salvador (El Siglo de Torreón)                     | 6                 |
| Alemania (Offizielle Deutsche Charts)                 | 65                |
| Islandia (Íslenski listinn\|Íslenski Listinn Topp 40) | 4                 |
| Países Bajos (Mega Single Top 100)                    | 44                |
| Nueva Zelanda (Recorded Music NZ)                     | 17                |
| Escocia (Scottish Singles Sales Chart)                | 83                |
| Reino Unido (UK Singles Chart)                        | 87                |
| Estados Unidos (Billboard Hot 100)                    | 6                 |
| Estados Unidos (Adult Contemporary)                   | 3                 |
| Estados Unidos (Adult Top 40)                         | 2                 |
| Estados Unidos (Alternative Airplay)                  | 22                |
| Estados Unidos (Mainstream Rock)                      | 2                 |
| Estados Unidos (Mainstream Top 40)                    | 1                 |

| Listas (1995)                                 | Posición |
| --------------------------------------------- | -------- |
| Canadá Top Singles (RPM)                      | 2        |
| Canadá Adult Contemporary (RPM)               | 23       |
| Islandia (Íslenski Listinn Topp 40)           | 15       |
| Estados Unidos Hot 100 (Billboard)            | 33       |
| Estados Unidos Adult Contemporary (Billboard) | 20       |

| Listas (1996)                                 | Position |
| --------------------------------------------- | -------- |
| Estados Unidos Hot 100 (Billboard)            | 99       |
| Estados Unidos Adult Contemporary (Billboard) | 10       |

## Versión de Post Malone
El 25 de febrero de 2021, el rapero y cantante estadounidense Post Malone lanzó una versión de la canción para el álbum Pokémon 25: The Album como banda sonora del 25 aniversario de la franquicia japonesa Pokémon. La versión de Malone contiene muestras de música de los videojuegos de la franquicia y la referencia de los Dolphins (originalmente escrita por Darius Rucker) la cambió para reflejar que es fanático de los Dallas Cowboys. Esta versión llamó la atención por las inusuales circunstancias de su lanzamiento. El vocalista de Hootie & the Blowfish, Rucker, aprobó esta versión a través de un comunicado en Twitter. El álbum en el que se incluyó la canción fue lanzado el 15 de octubre de 2021 a través del sello discográfico Capitol Registros.

### Listas
| Lista (2021)                         | Posición más alta |
| ------------------------------------ | ----------------- |
| Canadá (Canadian Hot 100)            | 58                |
| Croacia (HRT)                        | 73                |
| República Checa (Rádio Top 100)      | 17                |
| Hungría (Rádiós Top 40)              | 28                |
| Irlanda (IRMA)                       | 55                |
| Letonia (EHR)                        | 40                |
| Países Bajos (Single Tip)            | 1                 |
| Nueva Zelanda Hot Singles (RMNZ)     | 7                 |
| Noruega (VG-lista)                   | 34                |
| Eslovaquia (Rádio Top 100)           | 17                |
| Suecia (Sverigetopplistan)           | 33                |
| Reino Unido (UK Singles Chart)       | 76                |
| Estados Unidos (Billboard Hot 100)   | 74                |
| Estados Unidos (Alternative Airplay) | 37                |

- Datos: Q7094262